# Breedon Group
Breedon Group plc (tidligere Ennstone plc) er en britisk producent af byggematerialer med hovedkvarter i Breedon on the Hill, Leicestershire. Nuværende formand er Amit Bhatia, som er svigersøn til Lakshmi Mittal. I 2000 blev Breedon, Breedon Hill og Cloud Hill overtaget af Ennstone.
Virksomheden producerer cement, tilslag, grus, ready-mixed beton og asfalt. I 2022 havde de 3.700 ansatte og en omsætning på 1,396 mia. britiske pund.